# مترو أبو ظبي
مترو أبو ظبي هو نظام للنقل السريع مخطط له ليكون جزءًا من شبكة نقل أكبر لمدينة أبو ظبي، الإمارات العربية المتحدة. أعلن عنه لأول مرة في عام 2008، وحتى عام 2024 لا يزال البناء لم يبدأ بعد.

## المخطط
من المقرر أن يبلغ طول شبكة النقل الشاملة عند اكتمالها حوالي 131 كيلومترًا، وتشمل وسائل نقل مختلفة مثل خط مترو أنفاق جزئيًا بطول 18 كيلومترًا، وخطين للسكك الحديدية الخفيفة، والحافلات السريعة. وتقدر التكلفة المتوقعة لهذا المشروع بنحو 7 مليارات درهم.
كان من المقرر الانتهاء من المرحلة الأولى من الشبكة والتي تغطي 60 كيلومترًا بحلول عام 2020، مع مراحل إضافية لزيادة طول الشبكة بمقدار 70 كيلومترًا أخرى. ومع ذلك، اعتبارًا من أغسطس 2024، لم يتم الانتهاء من أي عقود، ولم يبدأ البناء بعد.
سيتكون النظام من أربعة خطوط أساسية: 
- خط  L1  النقل السريع بالسكك الحديدية الثقيلة بطول 5 كيلومتر (3.1 ميل) سيكون تحت الأرض 18 كيلومتر (11 ميل)
- خط  L2  قطار خفيف مع 24 محطة 15 كيلومتر (9.3 ميل)
- خط  L3  قطار خفيف مع 21 محطة 13 كيلومتر (8.1 ميل)
- خط  L4  حلقة النقل السريع للحافلات مع 25 محطة 14 كيلومتر (8.7 ميل)

سيربط المترو بشكل رئيسي منطقة الأعمال المركزية المقترحة مع جزيرة صوة وجزيرة الريم وجزيرة السعديات وجزيرة ياس ومطار أبوظبي الدولي، ومسجد زايد الكبير ومدينة مصدر ومنطقة العاصمة، وبوابة الزمرد، ومدينة زايد الرياضية وأدنيك.

## البناء
كان من المقرر أن تقدم الشركات المهتمة بتقديم عطاءات للحصول على عقود المرحلة الأولى من المشروع بيانات نوايا للحكومة بحلول منتصف يونيو 2013.
خططت وزارة النقل للمرحلة الأولى للبناء في ثلاثة عقود:
- الأعمال المدنية للمنشآت فوق الأرض (عقود التصميم والبناء.
- أعمال البناء تحت الأرض (عقود التصميم والبناء.
- نظام السكك الحديدية، والمعدات الدارجة، وتشغيل وصيانة الخط؛ (تصميم وبناء وتشغيل وصيانة العقود).

كان من المقرر أن تمنح العقود في عام 2015. وبموجب الخطة الأصلية، من المفترض أن تكتمل المرحلة الأولى بحلول عام 2015، لكن الجدول الزمني الحالي يتوقع أن يبدأ التشغيل لأول مرة في موعد لا يتجاوز عام 2030.
منذ أكتوبر 2016 توقف المشروع. وفي أغسطس 2018، دعت دائرة النقل في أبو ظبي إلى تقديم عطاءات للخدمات الاستشارية لمشاريع مترو الإمارة والسكك الحديدية الخفيفة المكتملة في عام 2033.

## روابط خارجية
- صفحة دائرة النقل أبوظبي